# Liste von Persönlichkeiten der Stadt Havanna
Diese Liste enthält in Havanna, der Hauptstadt Kubas, geborene Persönlichkeiten. Ob sie im Weiteren in Havanna gewirkt haben, ist ohne Belang. Die Liste erhebt keinen Anspruch auf Vollständigkeit.

## Söhne und Töchter der Stadt

José Güell y Renté
(1818–1884)

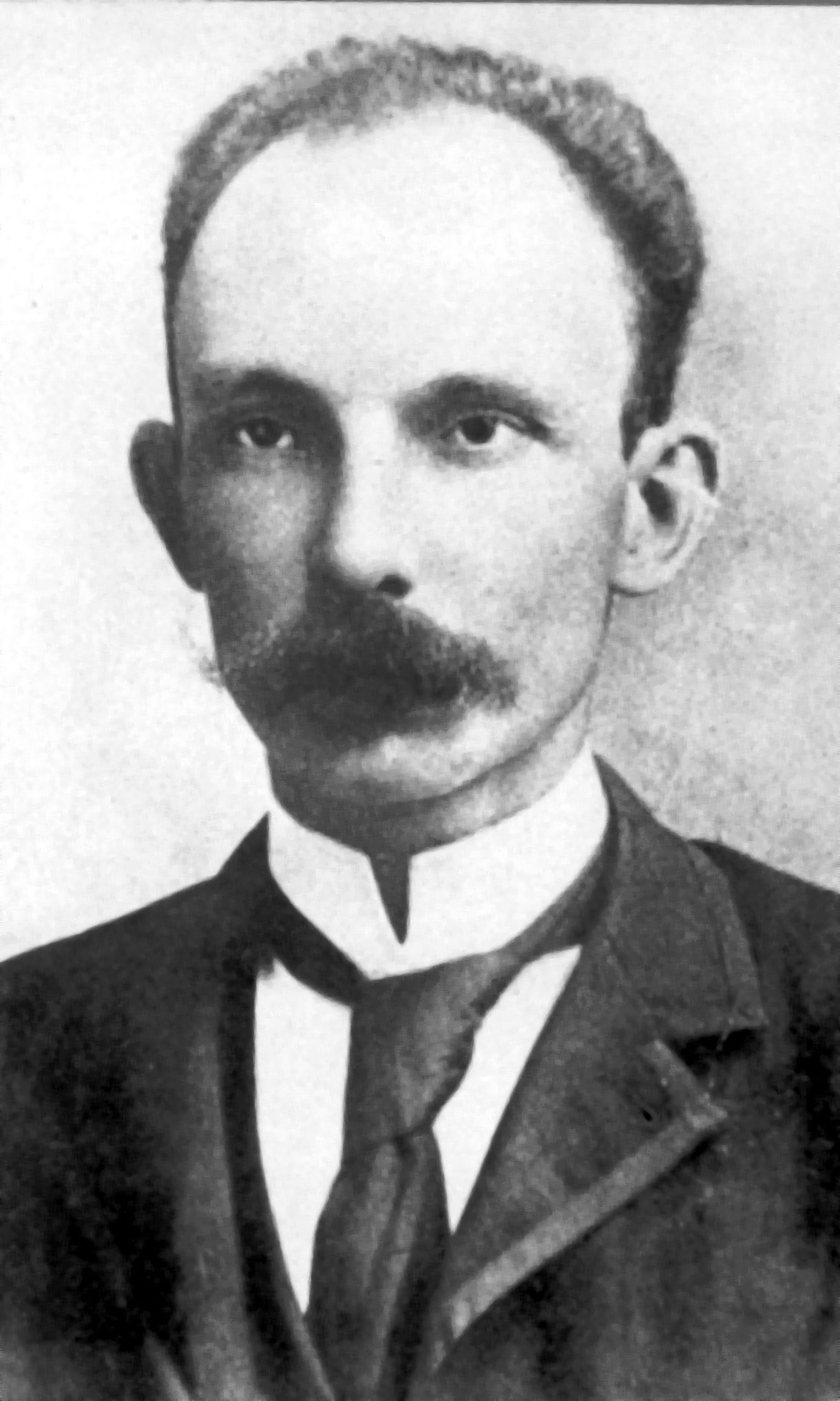
José Martí
(1853–1895)

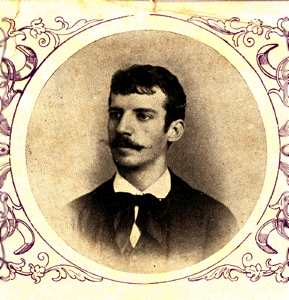
Julián del Casal
(1863–1893)

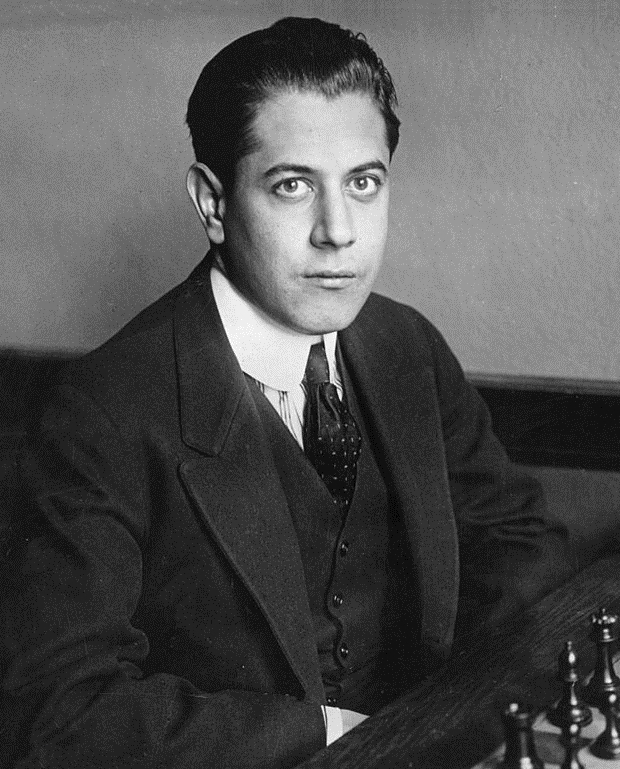
José Raúl Capablanca
(1888–1942)

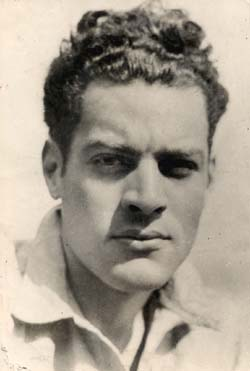
Julio Antonio Mella
(1903–1929)

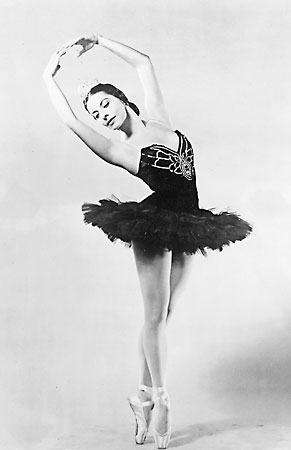
Alicia Alonso
(1920–2019)

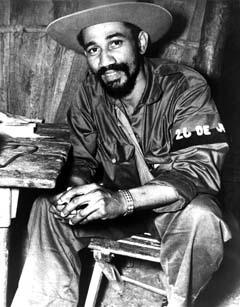
Juan Almeida
(1927–2009)

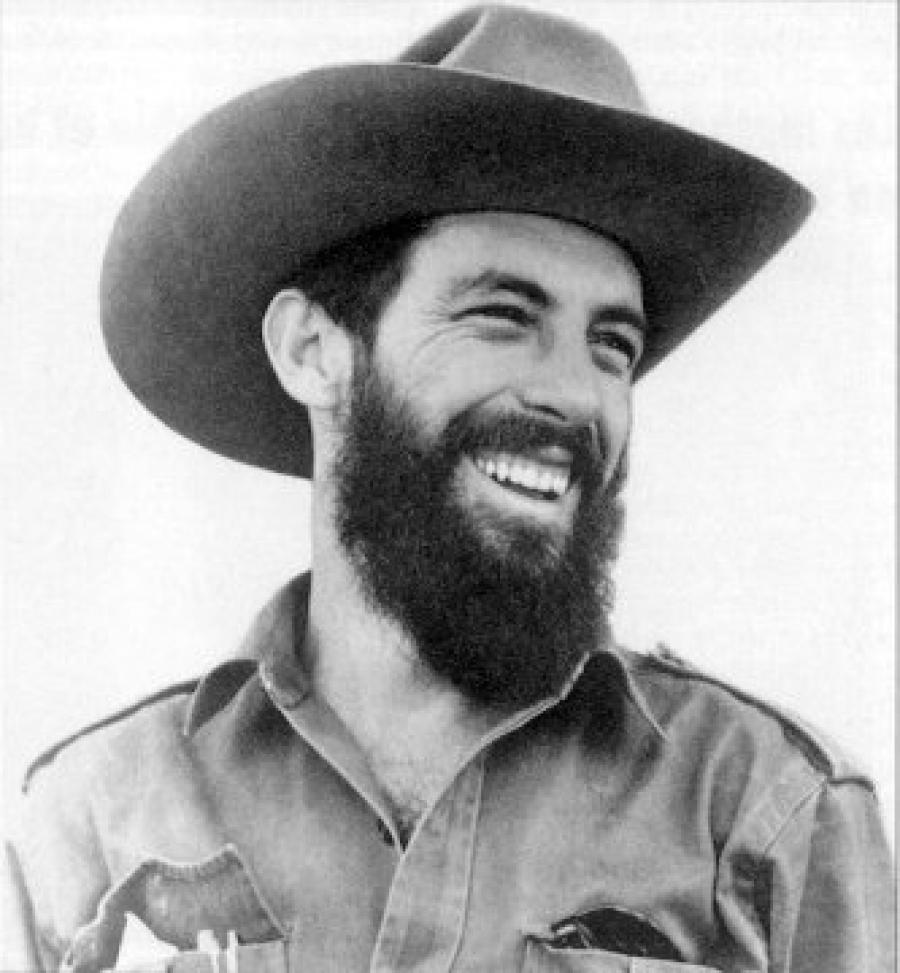
Camilo Cienfuegos
(1932–1959)

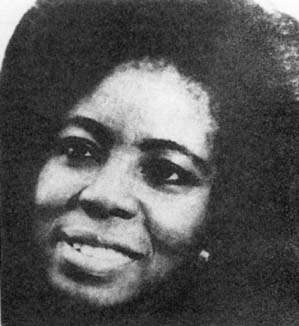
Argelia Velez-Rodriguez
(* 1936)

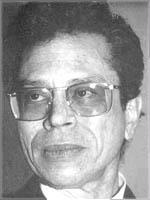
Leo Brouwer
(* 1939)

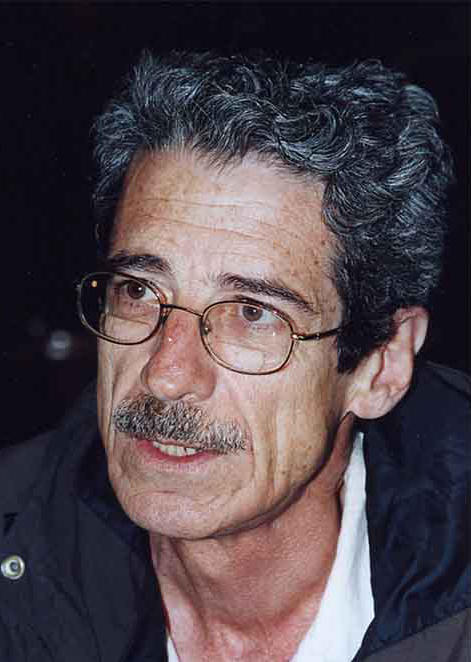
Fernando Pérez
(* 1944)

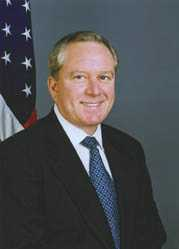
Otto Reich
(* 1945)

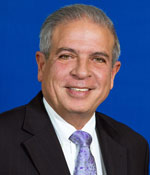
Tomás Regalado
(* 1947)

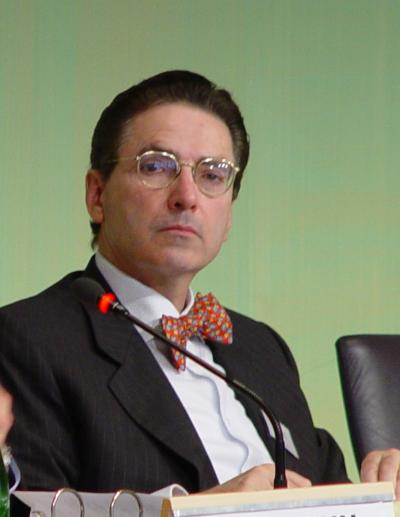
Alfred de Zayas
(* 1947)

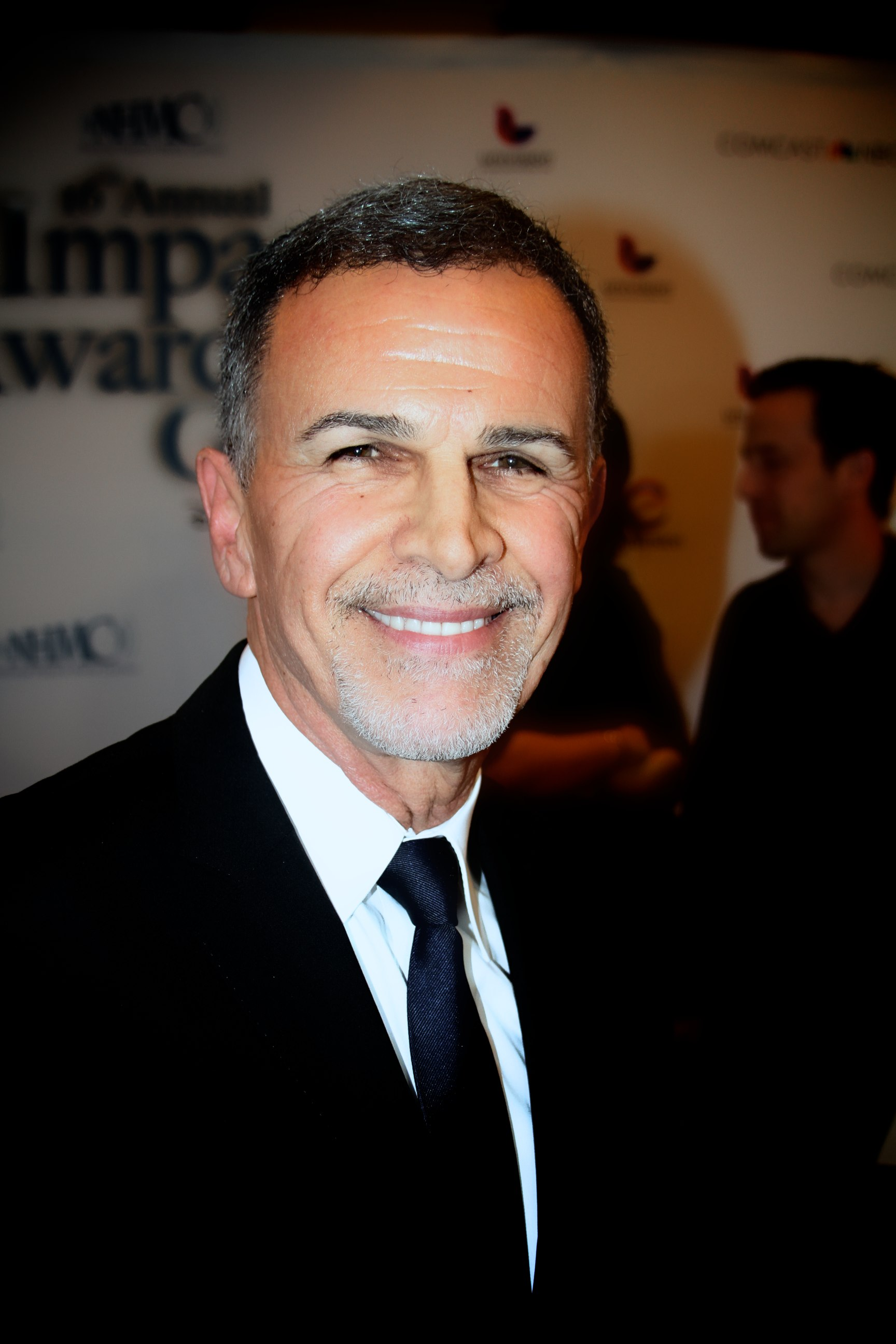
Tony Plana
(* 1952)

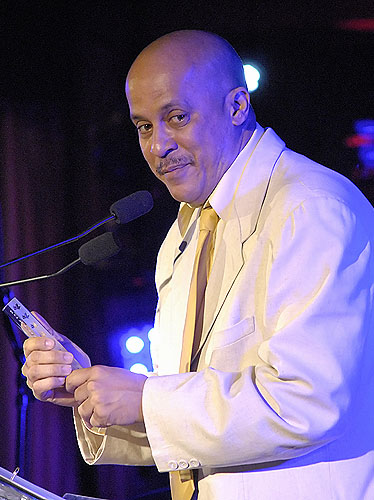
Hilario Durán
(* 1953)

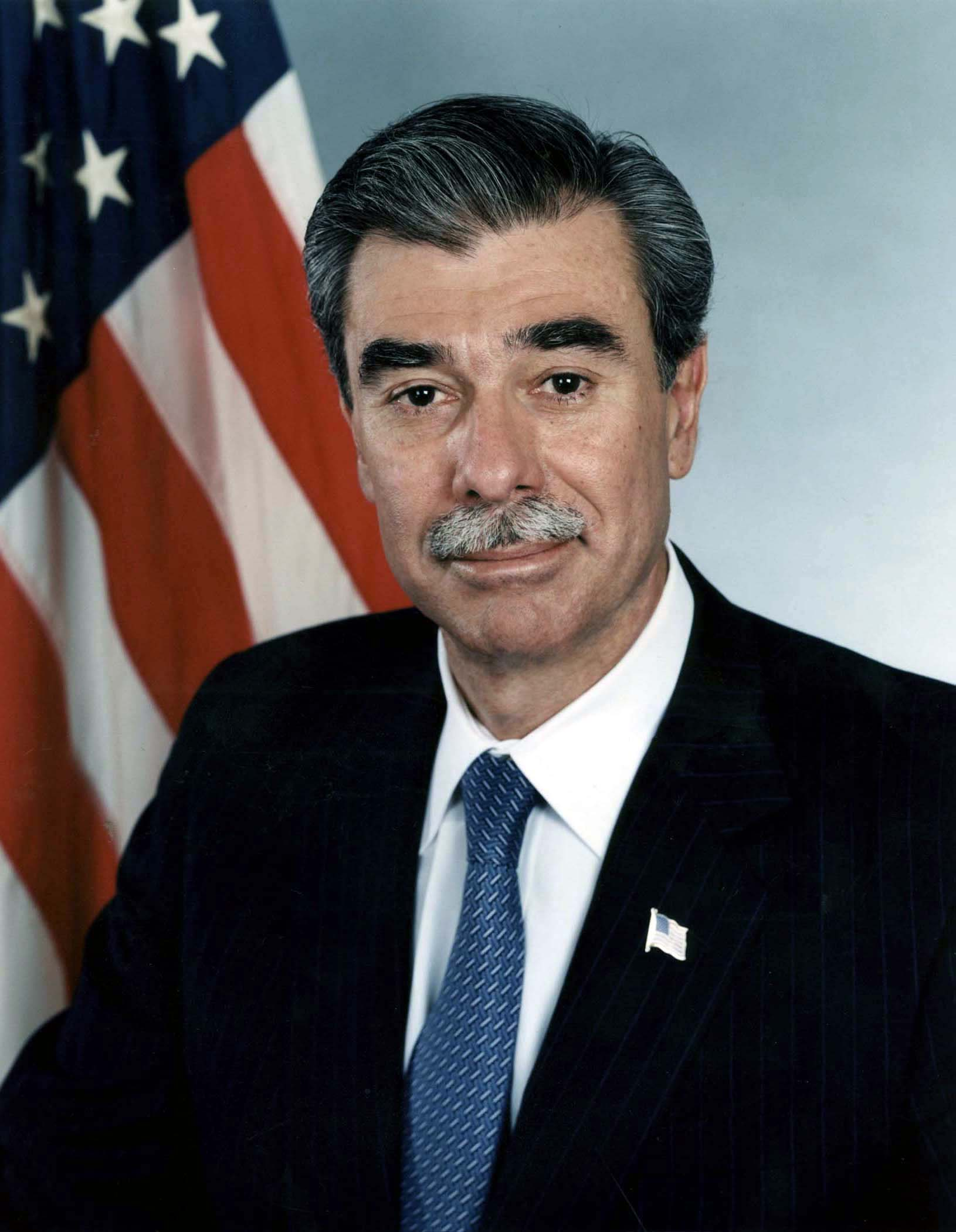
Carlos Gutierrez
(* 1953)

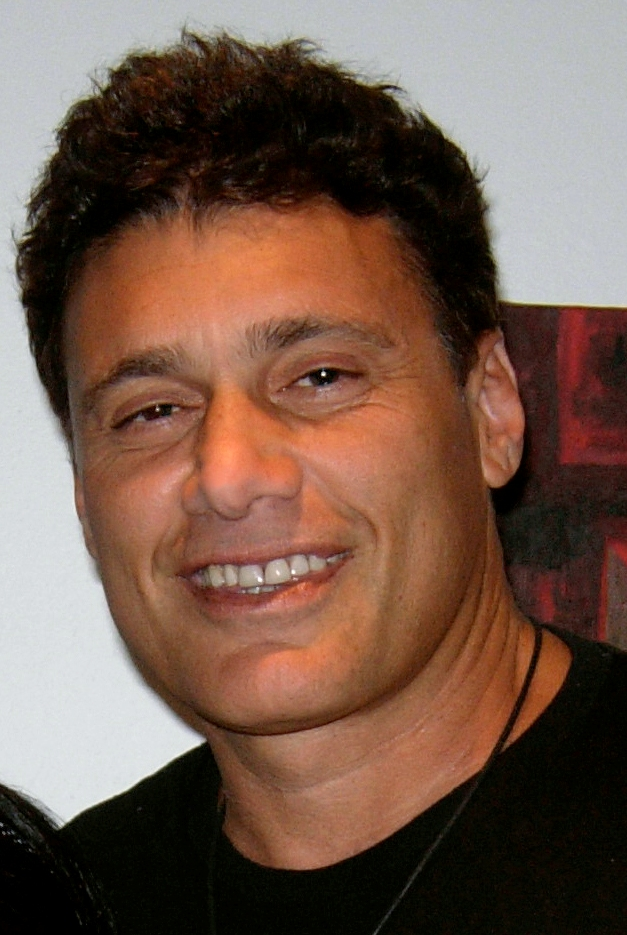
Steven Bauer
(* 1956)

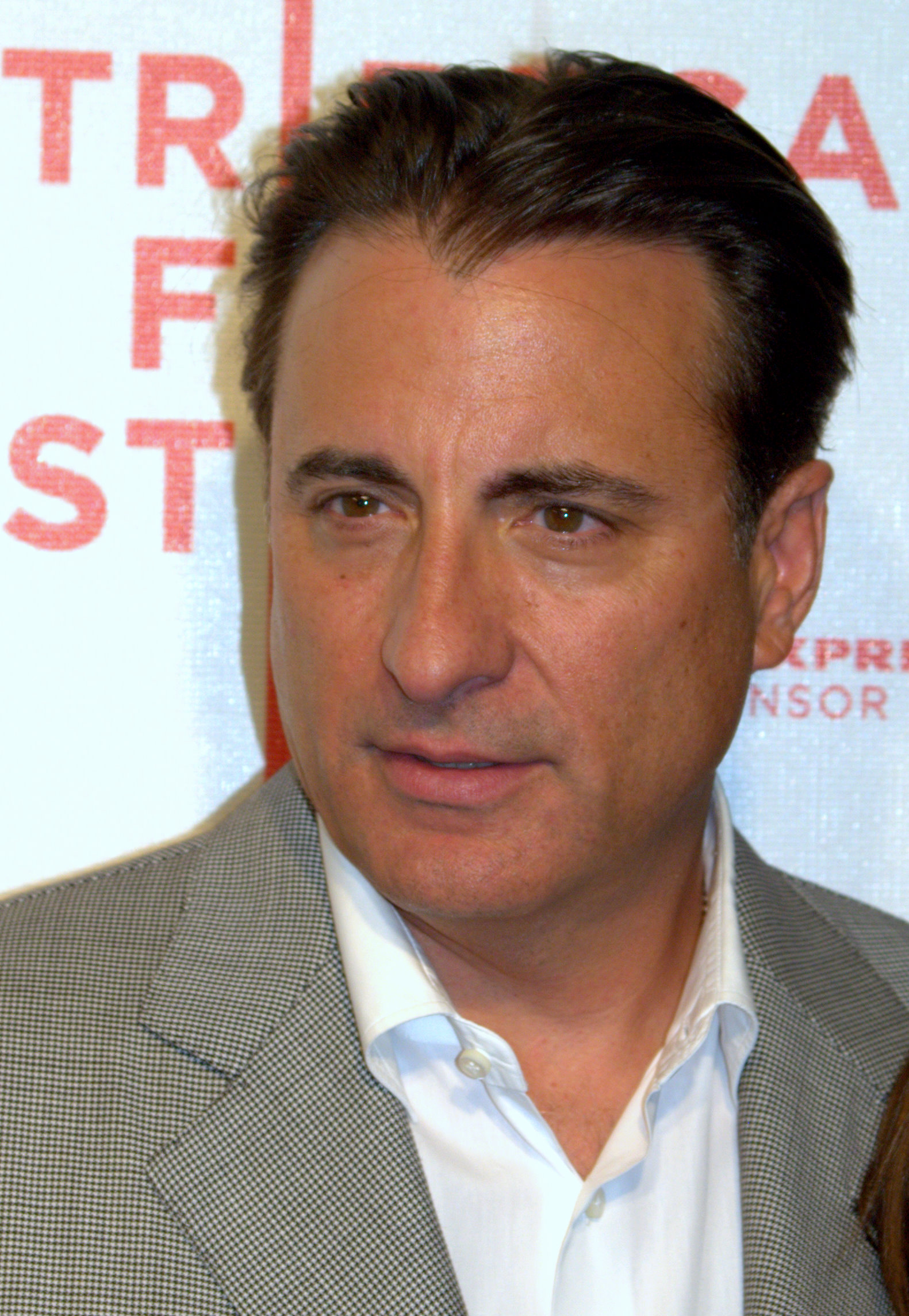
Andy García
(* 1956)

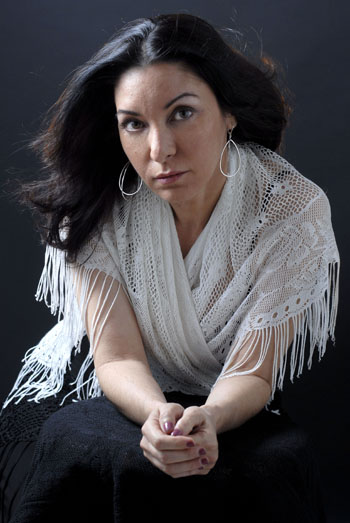
Daína Chaviano
(* 1957)

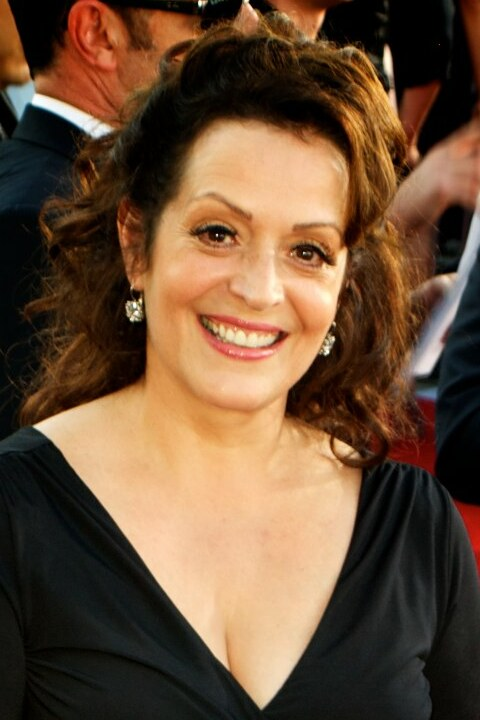
Marlene Forte
(* 1961)

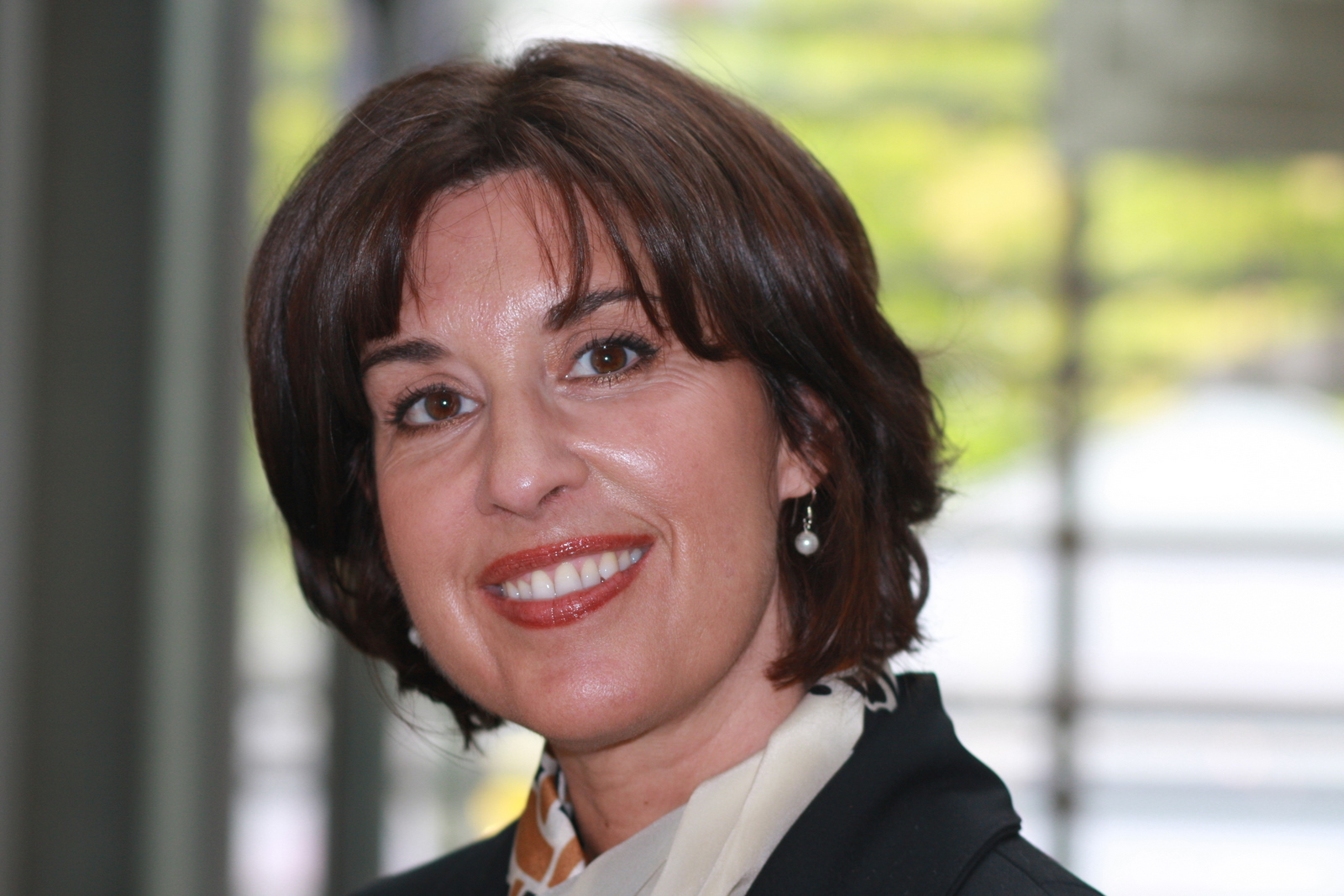
Cecilia Samartin
(* 1961)

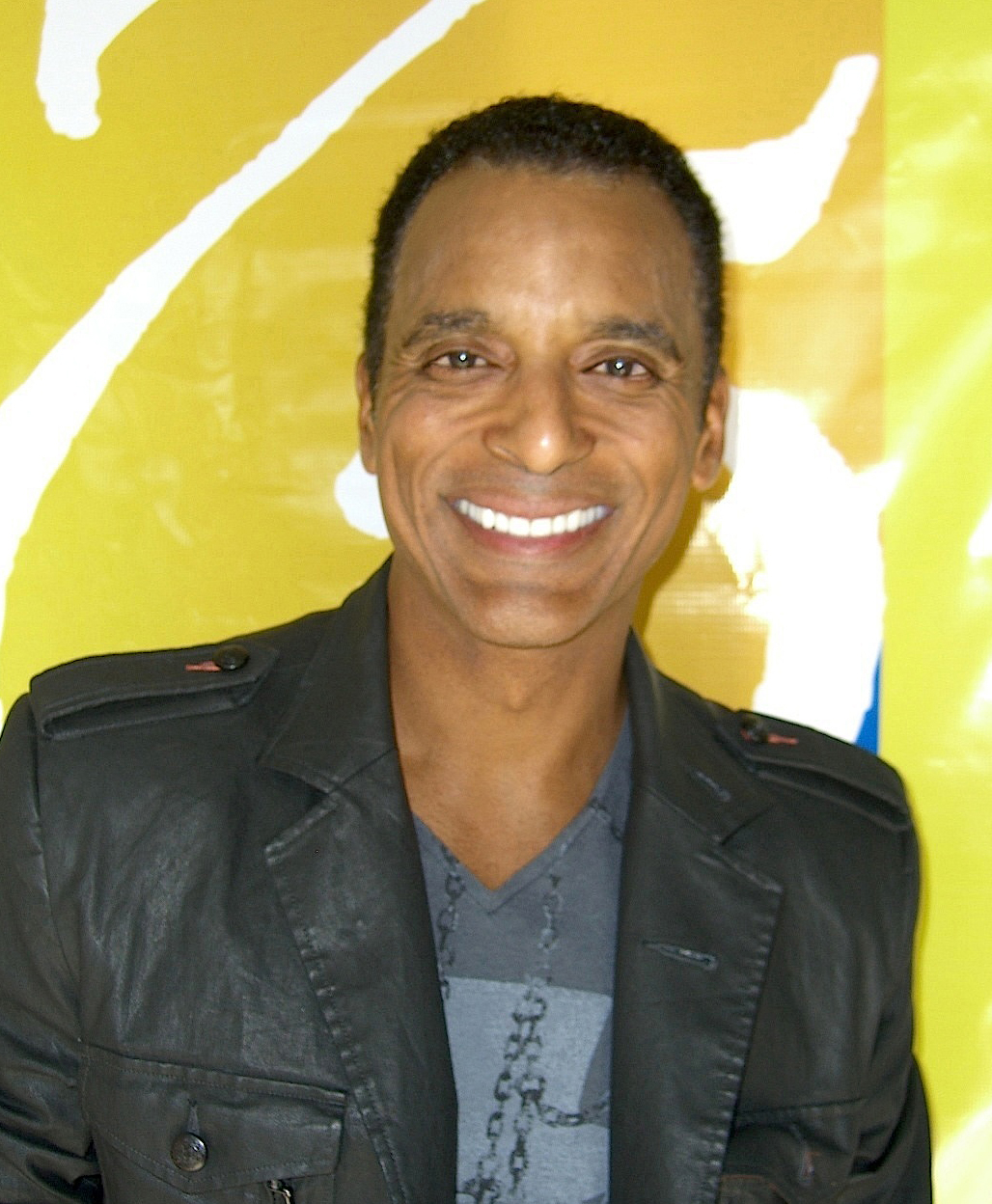
Jon Secada
(* 1962)

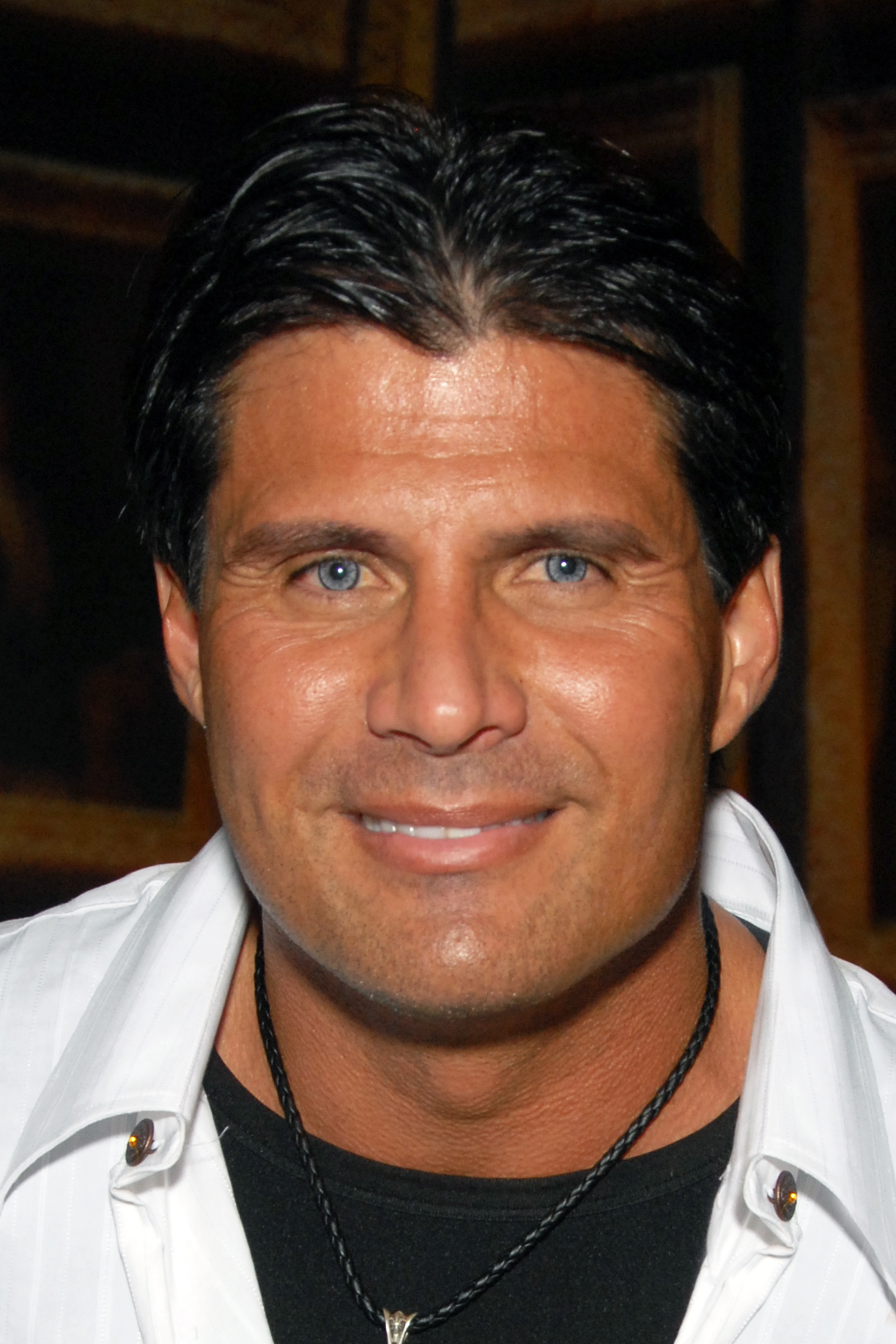
José Canseco
(* 1964)

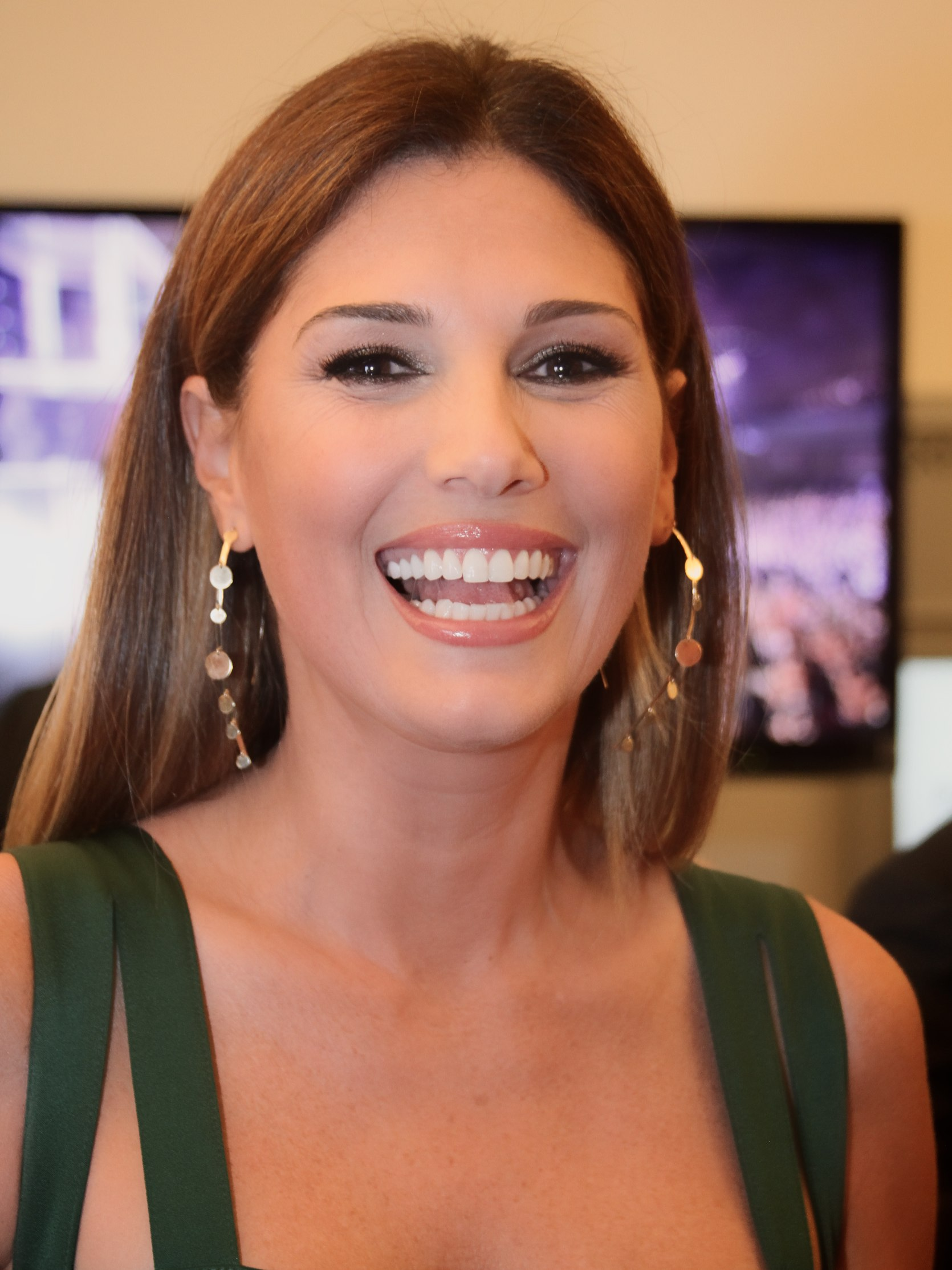
Daisy Fuentes
(* 1966)

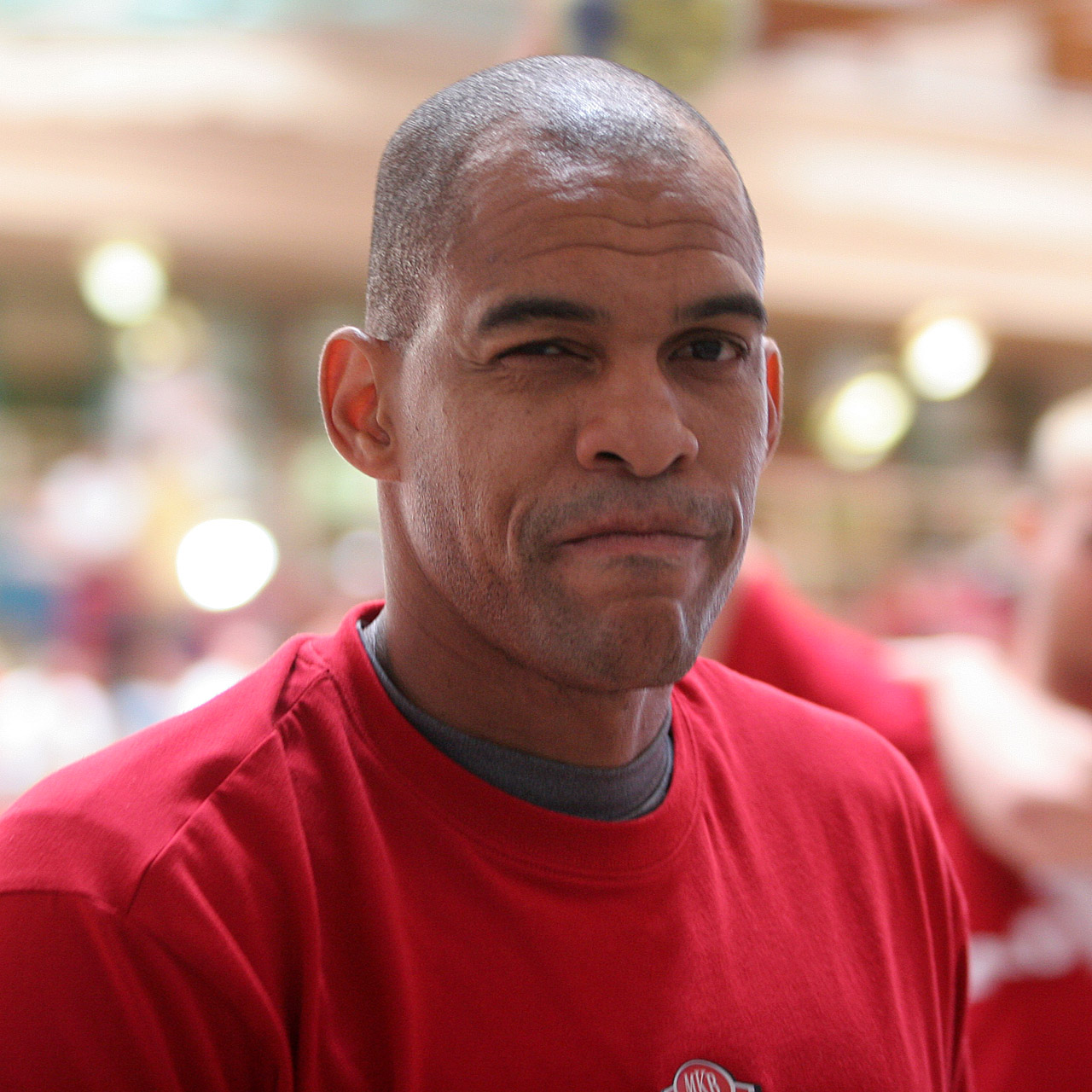
Carlos Pérez
(* 1971)

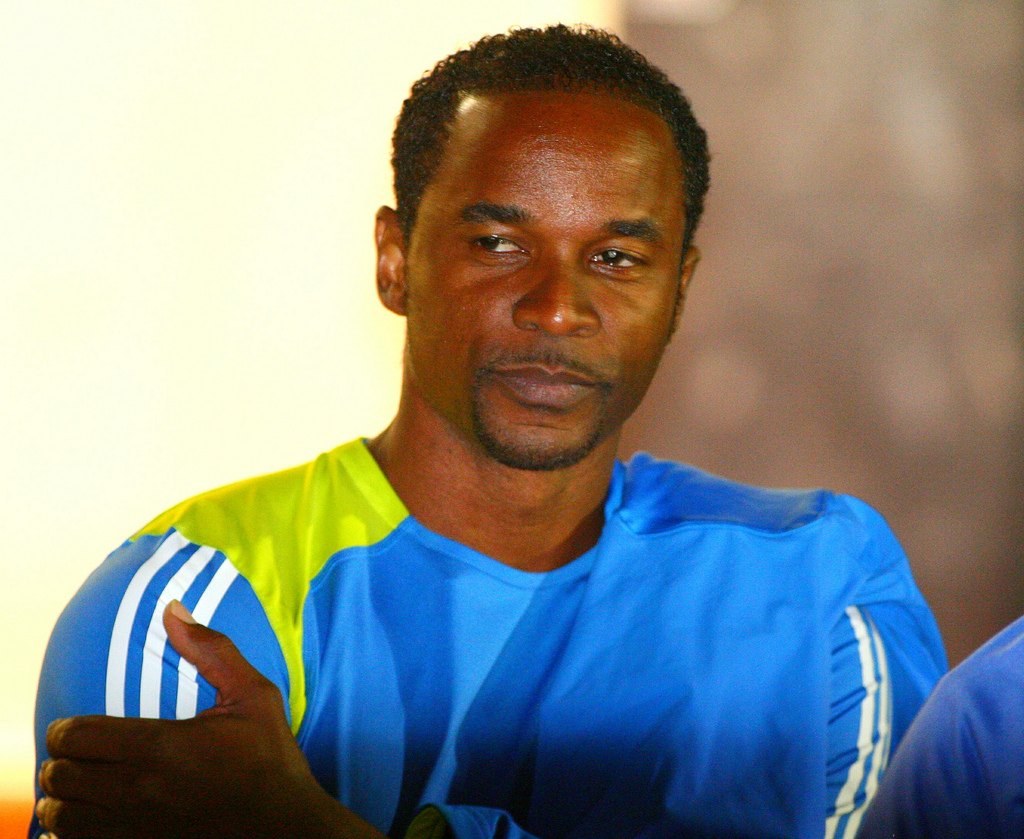
Iván Pedroso
(* 1972)

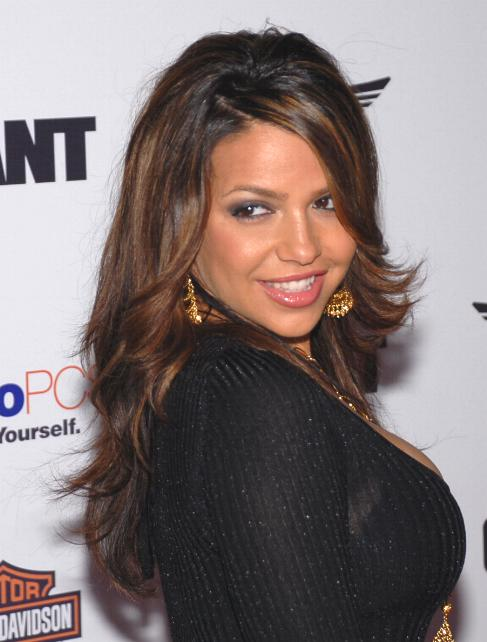
Vida Guerra
(* 1974)

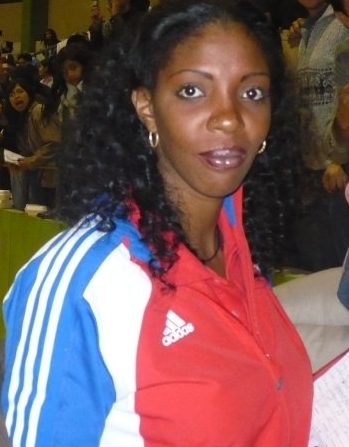
Regla Torres
(* 1975)

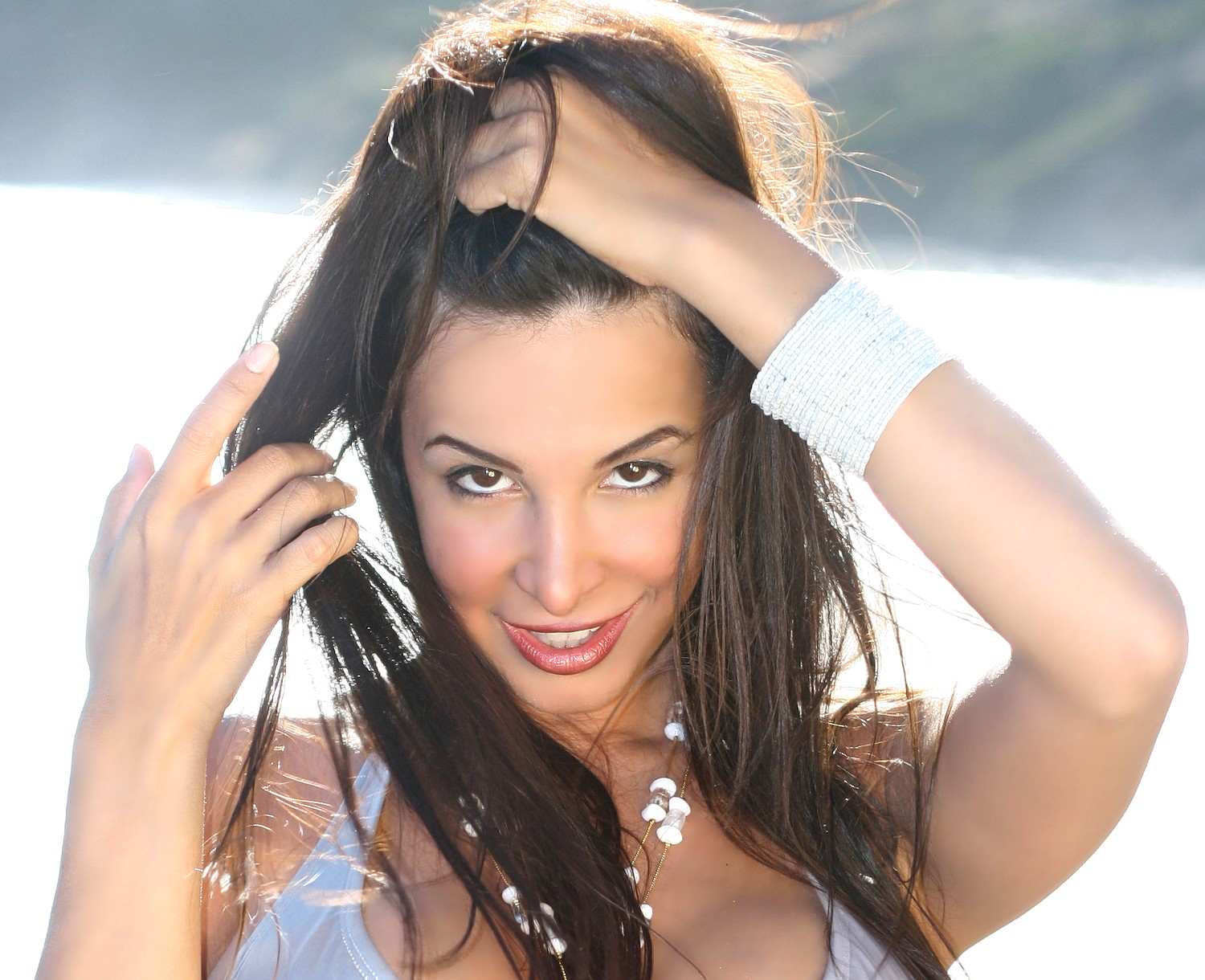
Mayra Verónica
(* 1977)

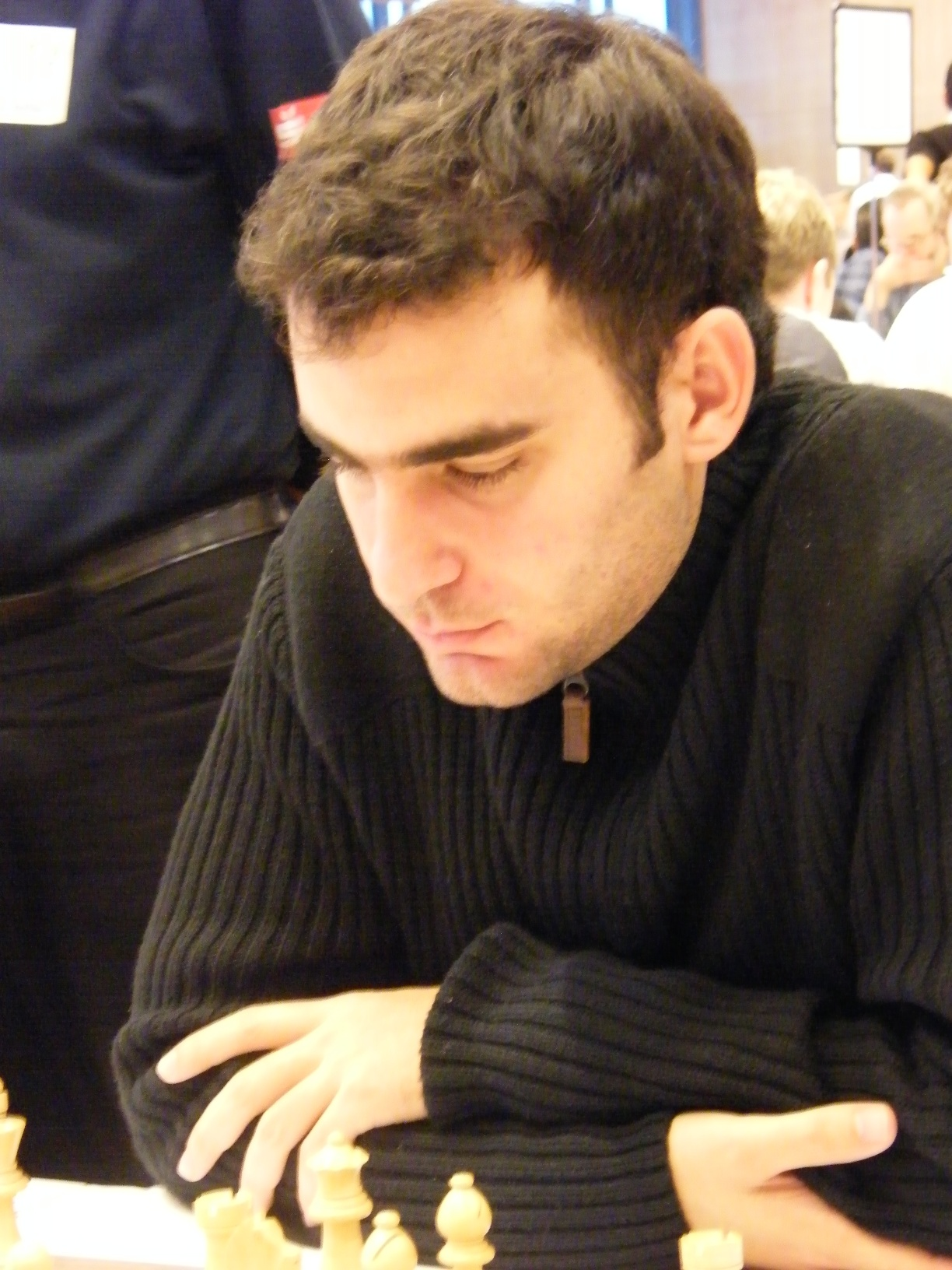
Leinier Domínguez
(* 1983)

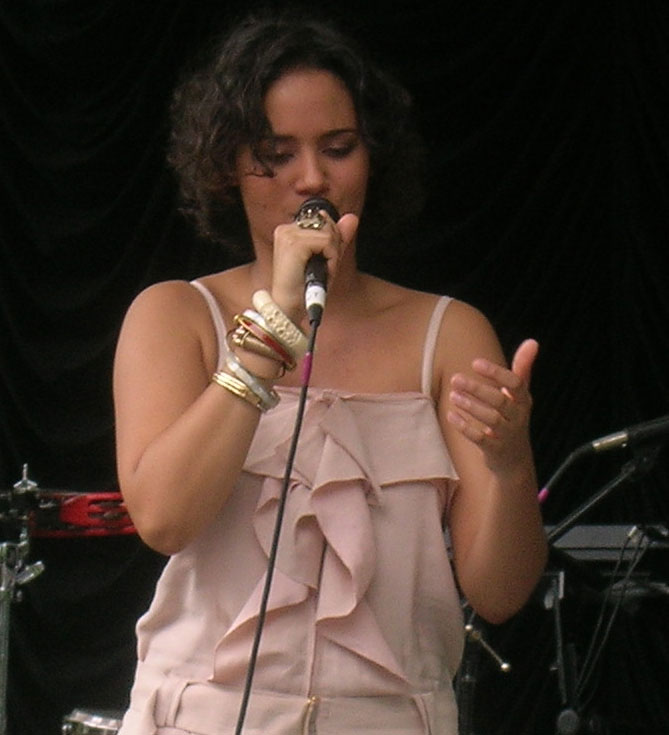
Mayra Andrade
(* 1985)

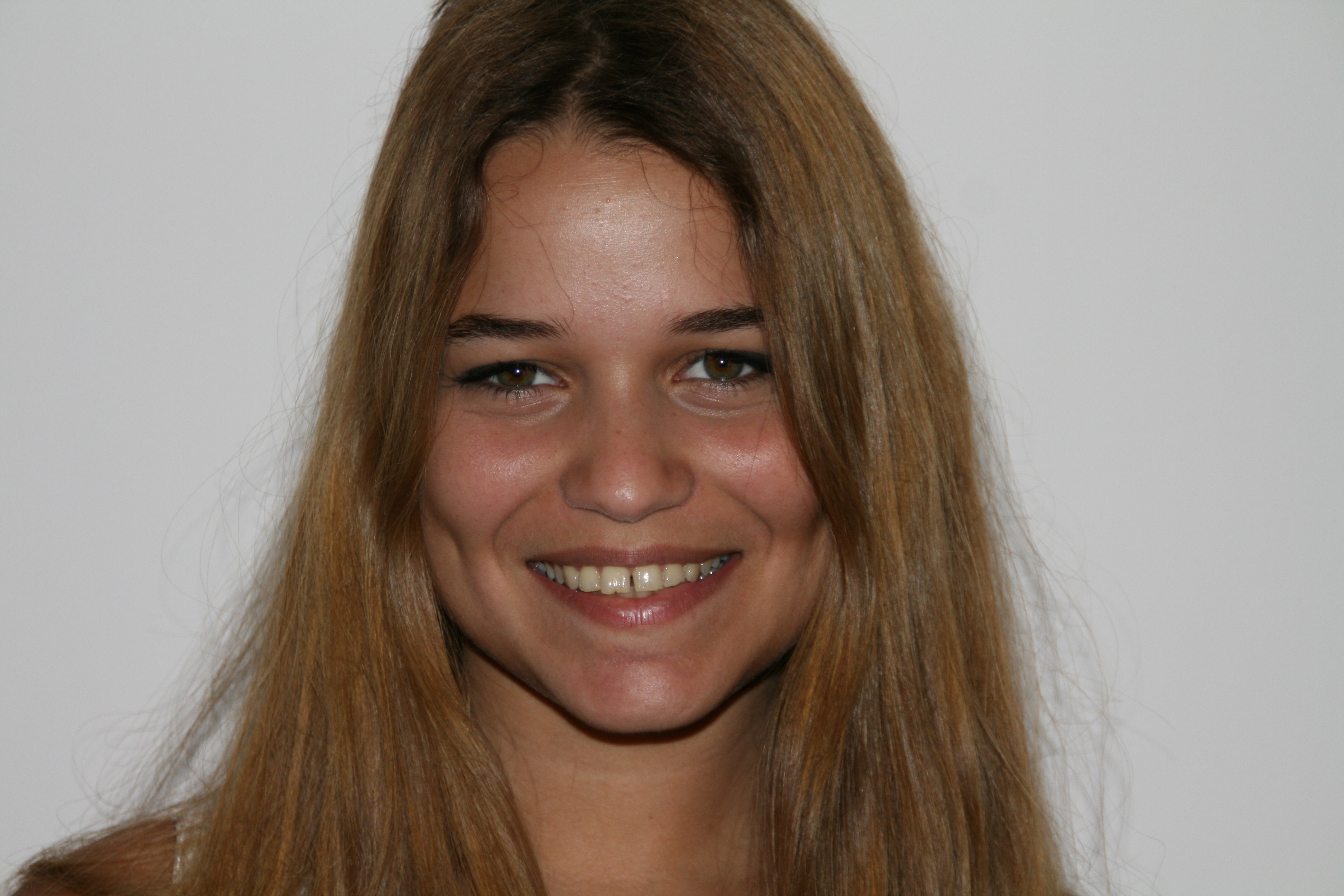
Ariadna Sintes
(* 1986)

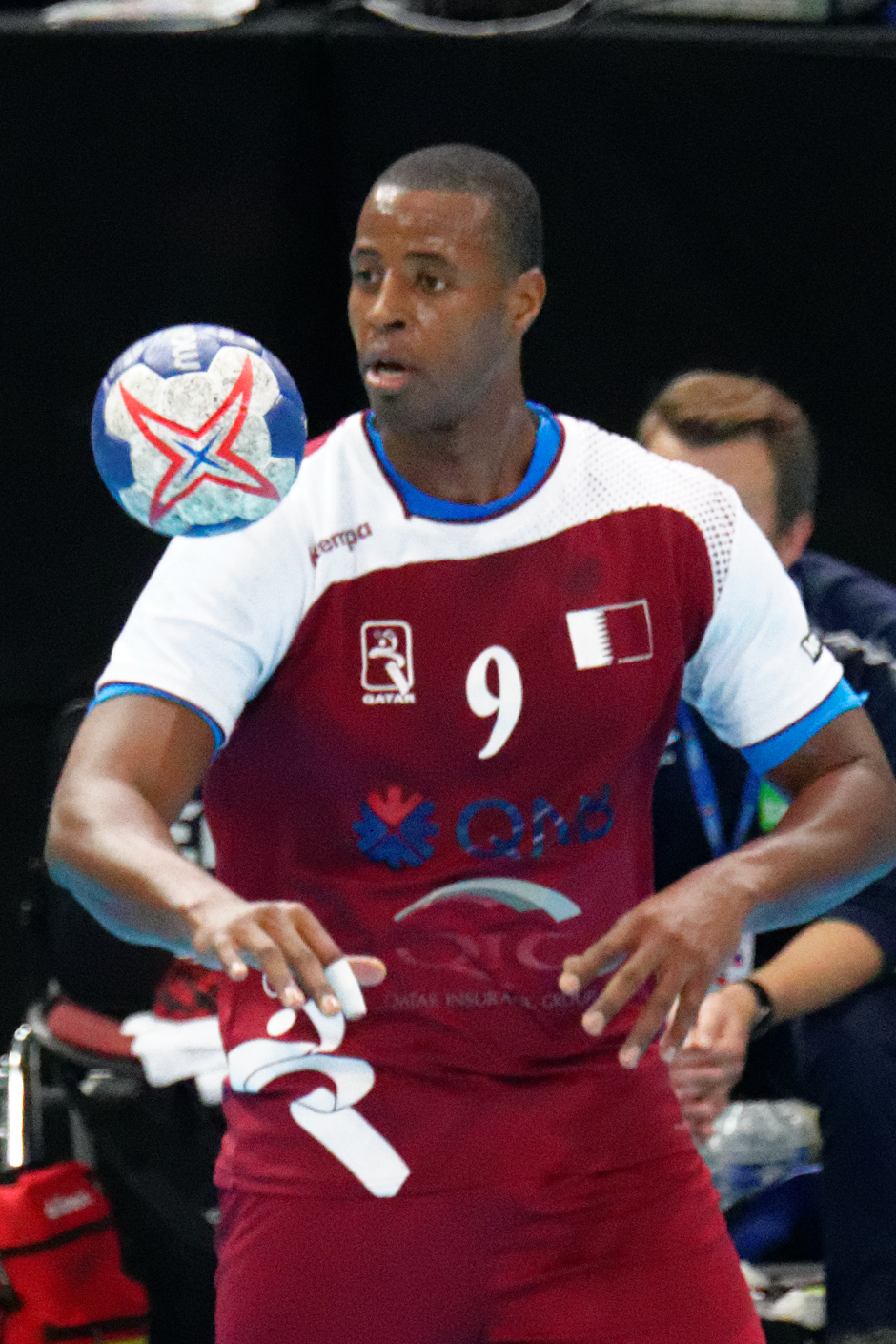
Rafael Capote
(* 1987)

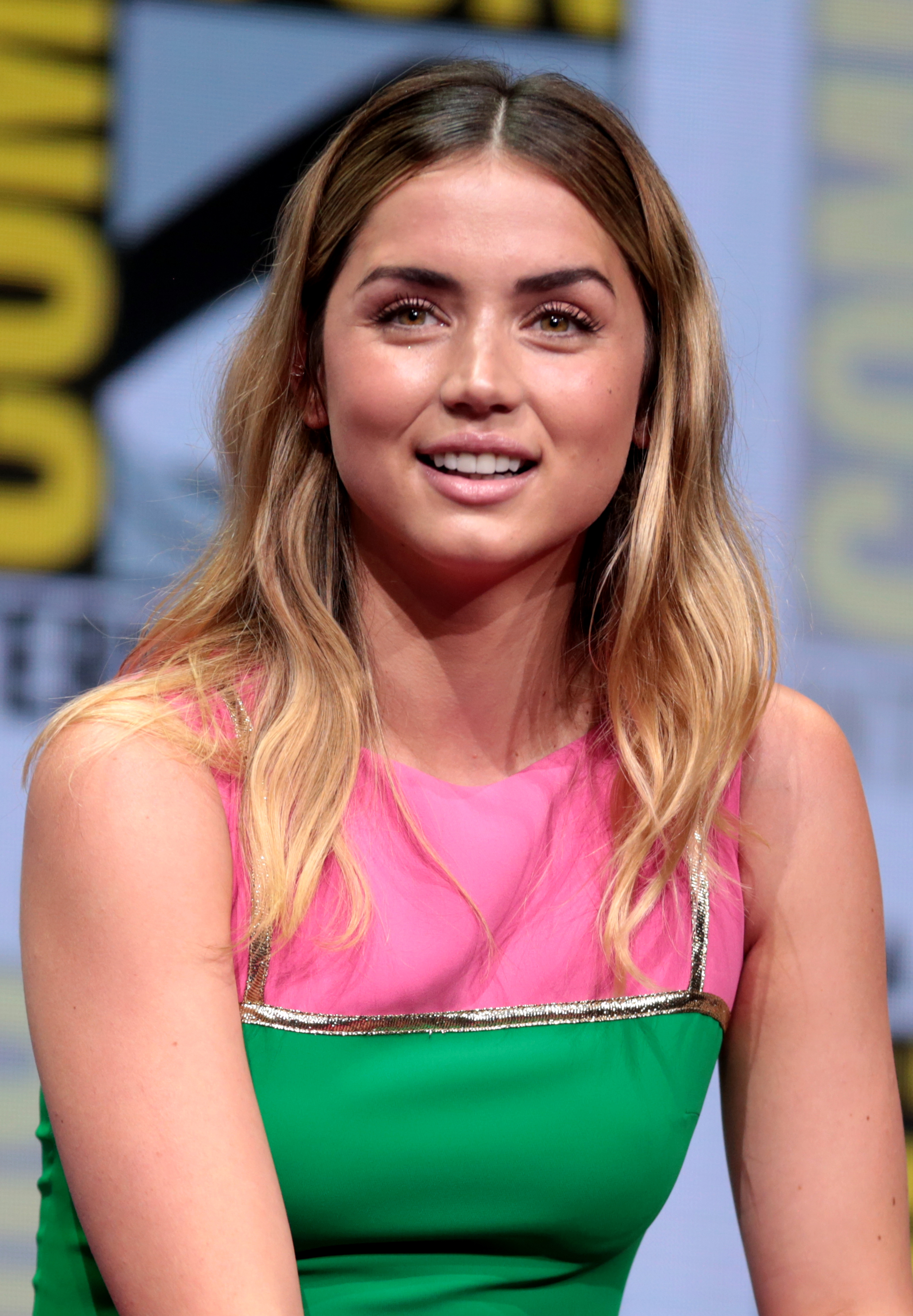
Ana de Armas
(* 1988)

### 18. Jahrhundert
- Esteban Salas y Castro (1725–1803), Komponist und Kirchenmusiker
- Francisco Covarrubias (1775–1850), Schauspieler, Autor und Dramaturg
- Juan Francisco Manzano (1797–1854), Dichter und Schriftsteller
- Felipe Poey (1799–1891), Naturforscher und Schriftsteller

### 19. Jahrhundert
- José Lorenzo Buenaventura Güell y Renté (1818–1884), kubanisch-spanischer Politiker und Schriftsteller
- Fernando Arizti (1828–1888), Pianist und Musikpädagoge
- Nicolás Ruiz Espadero (1832–1890), Pianist und Komponist
- Severiano de Heredia (1836–1901), französischer Politiker
- Buenaventura Abárzuza Ferrer (um 1841–1910), spanischer Diplomat, liberaler Politiker und Journalist
- Carlos Baliño (1848–1926), Politiker
- José Martí (1853–1895), kubanischer Nationaldichter
- Carlos Américo Lera (1855–1926), mexikanischer Botschafter
- Fernando Tarrida del Mármol (1861–1915), anarchistischer Autor
- Alfredo Zayas y Alfonso (1861–1934), 4. Präsident Kubas
- Julián del Casal (1863–1893), Schriftsteller
- Antonio Sánchez de Bustamante y Sirvén (1865–1951), Rechtswissenschaftler
- Manuel Díaz (1874–1929), Fechter und Olympiasieger 1904
- Mario García Kohly (1875–1934), kubanischer Politiker und Diplomat
- Celso Golmayo Torriente (1879–1924), kubanisch-spanischer Schachmeister
- Joaquim Nin i Castellanos (1879–1949), Komponist und Pianist
- Fernando Ortiz Fernández (1881–1969), Wissenschaftler, Politiker und Jurist
- Ramón Fonst (1883–1959), Fechter
- Manuel Golmayo Torriente (1883–1973), kubanisch-spanischer Schachmeister
- Alberto Insúa (1885–1963), spanischer Schriftsteller
- José Raúl Capablanca (1888–1942), Schachweltmeister
- Gonzalo Roig (1890–1970), Komponist
- Eliseo Grenet (1893–1950), Pianist und Komponist
- Gonzalo Güell (1895–1985), Diplomat und Politiker
- César Pérez Sentenat (1896–1973), Pianist und Komponist
- Lydia Cabrera (1899–1991), Anthropologin und Dichterin
- Carlos Hevia (1900–1964), Ingenieur, Politiker und zwei Tage (16.–18. Januar 1934) Präsident Kubas
- Rita Montaner (1900–1958), Sängerin und Schauspielerin
- Edgar Ralphs (um 1900 – 1967), deutscher Humorist

### 20. Jahrhundert

#### 1901–1910
- Emilio Grenet (1901–1941), Komponist, Pianist und Musikpädagoge
- José Miró Cardona (1902–1972), Anwalt und Politiker
- Miguelito García (1902–1993), Sänger
- Julio Antonio Mella (1903–1929), Studentenführer und Mitbegründer der Kommunistischen Partei auf Kuba
- Millard Mitchell (1903–1953), Schauspieler
- Dulce María Loynaz (1903–1997), Dichterin und Mitglied der Real Academia Española
- José Echániz (1905–1969), kubanischer Pianist, Dirigent und Musikpädagoge
- Graciela Párraga (1905–1971), Sängerin, Gitarristin und Komponistin
- Juan Pablo Miranda (1906–1986), Flötist und Komponist
- Serafín Pró (1906–1977), Komponist und Chordirigent
- Isolina Carrillo (1907–1996), Komponistin, Multiinstrumentalistin und Sängerin
- Raúl Roa García (1907–1982), Politiker und Außenminister (1959–1976)
- Aureliano Sánchez Arango (1907–1976), Erziehungsminister unter Präsident Carlos Prío in Kuba
- Pedro Ferrer (1908–?), Fußballspieler
- Ramón Guirao (1908–1949), Journalist und Schriftsteller
- Don Barreto (1909–1997), Gitarrist, Sänger und Bandleader
- Kid Chocolate (1910–1988), Boxer
- Margarita Lecuona (1910–1981), Sängerin und Komponistin
- José Lezama Lima (1910–1976), Dichter und Essayist
- Panchito Riset (1910–1988), Son- und Bolerosänger
- Alfredo Valdés (1910–1988), Sänger und Bandleader

#### 1911–1920
- Mario Bauzá (1911–1993), Musiker
- Howard Lydecker (1911–1969), US-amerikanischer Filmtechniker für visuelle Effekte und Spezialeffekte
- Bola de Nieve (1911–1971), Pianist und Sänger
- Fernando Azcárate y Freyre de Andrade (1912–1998), Jesuit, Weihbischof in Havanna
- Erik Norman Kjellesvig-Waering (1912–1979), US-amerikanischer Arachnologe und Paläontologe
- Machito (1912–1984), Latin-Jazz-Musiker und Bandleader
- Miguelito Valdés (1912–1978), Sänger, Bandleader und Schauspieler
- Alfonso Gómez-Mena (1913–1975), Autorennfahrer
- Serafina Núñez (1913–2006), Lehrerin und Schriftstellerin
- Jorge Bolet (1914–1990), Pianist
- Graciela Grillo Pérez (1915–2010), Jazzsängerin
- Carmen Herrera (1915–2022), US-amerikanische Malerin der konkreten Kunst
- Rogelio Ortega (1915 – nach 1983), Schachmeister
- Chano Pozo (1915–1948), Sänger, Tänzer und Perkussionist
- Chino Pozo (1915–1980), Perkussionist
- Luis Andrés Vargas Gómez (1915–2003), Anwalt, Ökonom, Diplomat sowie Anti-Castro-Aktivist
- Virginia Fleites (1916–1966), Komponistin und Musikpädagogin
- Isaac Nicola (1916–1997), Gitarrist und Musikpädagoge
- René Touzet (1916–2003), Pianist, Komponist und Bandleader
- José Curbelo (1917–2012), US-amerikanischer Pianist, Bandleader und Manager des Latin Jazz und Latin Pop
- Juan Tuñas (1917–2011), Fußballspieler
- Enrique Hernández Armenteros (1918–2017), Santería-Priester
- Argeliers León (1918–1991), Musikwissenschaftler, Folklorist und Komponist
- Israel López (1918–2008), Bassist und Komponist
- Ivan Moffat (1918–2002), britischer Drehbuchautor
- Oscar Arredondo (1918–2001), Paläontologe
- Santiago Álvarez (1919–1998), Filmregisseur
- Kiko Mendive (1919–2000), Schauspieler, Choreograph, Tänzer und Sänger
- Vicentico Valdés (1919–1996), Sänger
- Alicia Alonso (1920–2019), Primaballerina, Ballettdirektorin und Choreografin
- Pupi Campo (1920–2011), kubanischer Perkussionist und Bandleader
- Hilario González (1920–1999), Komponist, Pianist, Musikpädagoge und -wissenschaftler
- María Teresa Linares (1920–2021), kubanische Musikwissenschaftlerin und -pädagogin

#### 1921–1930
- Cándido Camero (1921–2020), Perkussionist
- Frank Emilio Flynn (1921–2001), Pianist
- Chico O’Farrill (1921–2001), US-amerikanischer Musiker, Arrangeur und Komponist kubanischer Herkunft
- Geezil Minerve (1922–1992), Jazzmusiker
- Mongo Santamaría (1922–2003), Perkussionist
- Rolando Valdés-Blain (1922–2011), klassischer Gitarrist
- Alfonsín Quintana (1923–2018), Sänger
- Rolando Valdés (1923–2015), Bandleader
- Luis Sánchez Varona (1923–1989), Geologe und Wirbeltier-Paläontologe
- Olga Chorens (1924–2023), Sängerin
- Armando Peraza (1924–2014), einer der Pioniere der afrokubanischen Musik
- Marta Pérez (1924–2009), Sängerin
- Niño Valdés (1924–2001), Profiboxer
- Celia Cruz (1925–2003), Sängerin
- Raquel Revuelta (1925–2004), Schauspielerin
- Natalia Revuelta Clews (1925–2015), Sozialistin, Geliebte von Fidel Castro
- Lázaro Ros (1925–2005), Sänger afrokubanischer Musik
- Aurelio de la Vega (1925–2022), US-amerikanischer Jurist, Musikkritiker und Komponist kubanischer Herkunft
- Julio García Espinosa (1926–2016), Drehbuchautor, Regisseur und Kulturfunktionär
- Enrique San Pedro (1926–1994), Jesuit, Bischof von Brownsville
- Carlos „Patato“ Valdés (1926–2007), Congaspieler
- Juan Almeida (1927–2009), Revolutionär und Politiker
- Mario Chanes de Armas (1927–2007), Revolutionär
- Tommy McCook (1927–1998), jamaikanischer Tenorsaxophonist
- Eduardo Manet (* 1927), Schriftsteller
- José Antonio Méndez (1927–1989), Gitarrist, Sänger und Komponist
- Sergio del Valle Jiménez (1927–2007), General und Politiker
- Elena Burke (1928–2002), Sängerin
- Mirta Díaz-Balart (1928–2024), Ex-Ehefrau von Fidel-Castro
- Tomás Gutiérrez Alea (1928–1996), Filmemacher
- Alberto Korda (1928–2001), Fotograf
- Jacob Lateiner (1928–2010), US-amerikanischer Pianist
- Gina Cabrera (1928–2022), Schauspielerin
- Margaret Ponce Israel (1929–1987), US-amerikanische Keramikerin und Malerin
- Xiomara Alfaro (1930–2018), Sängerin
- Edmundo Desnoes (1930–2023), Schriftsteller und Intellektueller
- Armando Hart (1930–2017), Revolutionär und Politiker
- Isidor Lateiner (1930–2005), US-amerikanischer Geiger
- Isidoro Malmierca (1930–2001), Journalist und Politiker
- Omara Portuondo (* 1930), Sängerin

#### 1931–1940
- Roland Alphonso (1931–1998), jamaikanischer Tenorsaxophonist
- Orlando H. Garrido (1931–2024), Zoologe und Tennisspieler
- Luis Santi (* 1931), Pianist, Sänger und Bandleader
- Julieta Campos (1932–2007), mexikanische Schriftstellerin und Übersetzerin kubanischer Herkunft
- Camilo Cienfuegos (1932–1959), kubanischer Revolutionär
- Manuel Duchesne (1932–2005), Dirigent
- Raúl Iglesias (1933–2004), Pianist und Musikpädagoge
- Orlando López (1933–2009), Bassist
- Tomás Milián (1933–2017), Schauspieler
- Lisandro Otero (1933–2008), Schriftsteller, Journalist und Diplomat
- Manuel Sanguily (1933–2022), Schwimmer und Arzt
- Eugenio Arango (1934–2011), Perkussionist und Sänger
- Natalia Bolívar (1934–2023), Schriftstellerin, Anthropologin und Ethnologin
- Jorge Camacho (1934–2011), Maler des Surrealismus
- Carmelo Mesa-Lago (* 1934), Wirtschaftswissenschaftler
- Emil R. Unanue (1934–2022), kubanisch-US-amerikanischer Pathologe und Immunologe
- Marta Valdés (1934–2024), Sängerin und Komponistin
- Havana Carbo (1935–2015), kubanisch-amerikanische Jazzsängerin und -pianistin
- Gilberto Fernández (1935–2011), kubanisch-US-amerikanischer Geistlicher und römisch-katholischer Weihbischof in Miami
- Eduardo Cabrera (1936–2002), Pianist, Arrangeur und Bandleader
- Carlos Manuel de Céspedes y García Menocal (1936–2014), Geistlicher, römisch-katholischer Theologe und Schriftsteller
- Alfredo Petit Vergel (1936–2021), römisch-katholischer Geistlicher und Weihbischof in San Cristóbal de la Habana
- Nancy Torres (* 1936) in Deutschland lebende Theaterplastikerin und Bühnenbildnerin
- Argelia Velez-Rodriguez (* 1936), kubanisch-amerikanische Mathematikerin und Hochschullehrerin
- Ricardo Alarcón (1937–2022), Politiker und Diplomat
- Ricardo Cabrisas (* 1937), Politiker
- Carlos Federico Díaz-Alejandro (1937–1985), Ökonom
- René Muñoz (1938–2000), Schauspieler und Drehbuchautor
- Gina Romand (1938–2022), kubanisch-mexikanische Schauspielerin und Sängerin
- Leo Brouwer (* 1939), Gitarrist und Komponist
- Samuel Farber (* 1939), Soziologe in den USA
- Juana Rosa Pita (* 1939), Lyrikerin, Essayistin und Übersetzerin
- John H. Sununu (* 1939), US-amerikanischer Politiker (Republikaner)
- Miguel Barnet (* 1940), Schriftsteller und Ethnologe
- Lázaro Valdés (1940–2023), Son- und Jazzpianist
- Pastor Vega (1940–2005), Regisseur
- Juana Zayas (* 1940), Pianistin

#### 1941–1950
- Jesús Díaz (1941–2002), Schriftsteller und Regisseur
- Sergio Oliva (1941–2012), Bodybuilder
- Félix Rodríguez (* 1941), CIA-Agent
- Humberto Solás (1941–2008), Regisseur
- Chucho Valdés (* 1941), Pianist und Komponist des Latin- und Modern Jazz
- Carmen Collado López (* 1942), Chorleiterin und Musikpädagogin
- Juan Formell (1942–2014), Musiker und Bandleader
- Eusebio Leal (1942–2020), Stadthistoriker von Havanna
- Cecilio Tieles (* 1942), Pianist und Musikpädagoge
- Georg Stanford Brown (* 1943), US-amerikanischer Schauspieler und Fernsehregisseur kubanischer Herkunft
- Norberto Fuentes (* 1943), Journalist
- Sara Gómez (1943–1974), Filmregisseurin und Drehbuchautorin
- Tania León (* 1943), Komponistin, Dirigentin und Musikpädagogin
- Álvaro López Miera (* 1943), Militär und Politiker
- Nelson Oñate (1943–2022), Sportschütze
- Héctor Ramírez (* 1943), Turner
- Manuel Hilario de Céspedes y García Menocal (1944–2025), römisch-katholischer Bischof von Matanzas
- Orlando Martínez (1944–2021), Boxer
- Fernando Pérez (* 1944), Regisseur
- Juan Reyes (* 1944), Radrennfahrer
- Fulgencia Romay (* 1944), Leichtathletin
- Octavio Cisneros (* 1945), römisch-katholischer Weihbischof in Brooklyn
- Carlos Malcolm (* 1945), Komponist und Pianist
- Pablo Montes (1945–2008), Sprinter
- Otto Reich (* 1945), US-amerikanischer Politiker und Diplomat
- Gonzalo Romeu (* 1945), Dirigent, Pianist und Arrangeur
- Martha Beatriz Roque (* 1945), Wirtschaftswissenschaftlerin und Menschenrechtlerin
- Michael Aris (1946–1999), britischer Historiker und Tibetologe
- Sergio Barroso (* 1946), kubanisch-kanadischer Komponist und Musikpädagoge
- Hiram Cruz (* 1946), US-amerikanischer Autorennfahrer
- José Luis Rodríguez García (* 1946), Ökonom, Politiker und Hochschullehrer
- César „Pupy“ Pedroso (1946–2022), Pianist, Arrangeur, Komponist und Bandleader
- Frank Quinn (* 1946), US-amerikanischer Mathematiker
- Olavo Alén Rodríguez (* 1947), Musikwissenschaftler
- Aldo Arencibia (* 1947), Radrennfahrer
- Yleana Bautista (* 1947), Pianistin und Musikpädagogin
- Rosalina Berazaín Iturralde (* 1947), Botanikerin
- Juan Padrón (1947–2020), Animationsfilmregisseur
- Tomás Regalado (* 1947), US-amerikanischer Politiker (Republikaner) und Bürgermeister von Miami
- Mirta Yáñez (* 1947), Schriftstellerin
- Alfred de Zayas (* 1947), US-amerikanischer Völkerrechtler, Historiker, Sachbuchautor und UN-Beamter
- Alberto Alén Pérez (1948–2004), Cellist und Musikpädagoge
- Adalberto Álvarez (1948–2021), Pianist, Arrangeur und Bandleiter der Gruppe Son 14 (1978–1982) und Adalberto Álvarez y su Son (seit 1984)
- Daniel Díaz Torres (1948–2013), Filmregisseur
- José Luis Quintana (1948–2025), Perkussionist, bekannt unter dem Namen Changuito
- Paquito D’Rivera (* 1948), Jazzmusiker
- Ana Mendieta (1948–1985), kubanisch-US-amerikanische Künstlerin
- Tulio Peramo Cabrera (* 1948), Komponist, Sänger und Musiklehrer
- Sergio Vitier (1948–2016), Komponist
- Fidel Castro Díaz-Balart (1949–2018), Kernphysiker
- George J. Borjas (* 1950), US-amerikanischer Wirtschaftswissenschaftler und Professor für Volkswirtschaftslehre und Sozialpolitik an der Harvard University
- Jesús Guanche (* 1950), Kulturanthropologe und Hochschullehrer
- Juan Roca (1950–2022), Basketballspieler

#### 1951–1960
- Carlos Cardet (* 1951), Radrennfahrer
- Carlos Lage Dávila (* 1951), Kinderarzt und Politiker
- Marlene Elejarde (1951–1989), Sprinterin
- Lucía Huergo (1951–2015), Komponistin, Musikproduzentin, Arrangeurin und Multiinstrumentalistin
- María Felicia Pérez (* 1951), Chorleiterin und Musikpädagogin
- Carlos del Puerto (* 1951), Jazzmusiker und Hochschullehrer
- Armando Rodríguez Ruidíaz (* 1951), Musiker, Komponist und Hochschullehrer
- Haroldo Dilla Alfonso (* 1952), Historiker und Soziologe
- Virginia Rosa Dominguez (* 1952), US-amerikanische Anthropologin
- Joaquín La Habana (* 1952), Sänger, Tänzer und Travestiekünstler
- Oswaldo Payá (1952–2012), Oppositioneller
- Tony Plana (* 1952), kubanisch-US-amerikanischer Schauspieler
- Ileana Ros-Lehtinen (* 1952), US-amerikanische Politikerin (Republikanische Partei)
- Ignacio Berroa (* 1953), US-amerikanischer Latin und Jazz-Schlagzeuger und Perkussionist
- Manuel Aurelio Cruz (* 1953), römisch-katholischer Geistlicher und Weihbischof in Newark
- Hilario Durán (* 1953), kubanisch-kanadischer Musiker, Arrangeur, Komponist und Bandleader
- Carlos Gutierrez (* 1953), Vorstands- und Aufsichtsratsvorsitzender der Kellogg Company
- Daniel Ponce (1953–2013), Perkussionist und Schlagzeuger
- Roberto Urbay (* 1953), Pianist und Musikpädagoge
- Alejandro Casañas (* 1954), Hürdensprinter
- Roberto Chile (* 1954), Dokumentarfilmer und Fotograf
- Manny Diaz (* 1954), Bürgermeister von Miami, Florida
- Lincoln Diaz-Balart (1954–2025), US-amerikanischer Politiker und Rechtsanwalt
- Alfredo de la Fé (* 1954), Geigenspieler
- Orlando Jacinto García (* 1954), US-amerikanischer Komponist und Musikpädagoge
- Juan de Marcos González (* 1954), Sänger, Arrangeur und Produzent
- Corina Mestre (1954–2024), Schauspielerin für Theater und Fernsehen sowie Schauspiellehrerin
- Hans Jürgen Herrmann (* 1954), deutscher Physiker
- José María Vitier (* 1954), Pianist und Komponist
- Ricardo Brey (* 1955), Konzeptkünstler, Bildhauer, Installationskünstler und Zeichner
- Osvaldo Lara (1955–2024), Leichtathlet
- Jorge López (* 1955), Komponist
- Myriam Márquez (* ca. 1955), US-amerikanische Journalistin
- Leonardo Padura (* 1955), Schriftsteller
- Aldo Rodríguez (* 1955), Gitarrist, Komponist und Musikpädagoge
- Steven Bauer (* 1956), US-amerikanischer Schauspieler
- Ruth Behar (* 1956), kubanisch-US-amerikanische Anthropologin, Poetin und Schriftstellerin
- Alina Fernández (* 1956), anti-kommunistische Aktivistin und Tochter von Fidel Castro und Natalia Revuelta Clews
- Andy García (* 1956), Schauspieler
- María Teresa Mestre (* 1956), Großherzogin von Luxemburg
- Daína Chaviano (* 1957), Schriftstellerin
- Gloria Estefan (* 1957), Sängerin
- Grizel Hernández Baguer (* 1957), Musikwissenschaftlerin
- Chely Lima (1957–2023), transsexueller Autor für Literatur, Film, Fernsehen und Theater
- Edesio Alejandro (1958–2025), Komponist für Filmmusik
- Fernando Isern (* 1958), römisch-katholischer Bischof von Pueblo
- Al Jourgensen (* 1958), Sänger, Gitarrist, Keyboarder, Musikproduzent und Songwriter
- Carlos del Junco (* 1958), kanadischer Mundharmonikaspieler kubanischer Herkunft
- Ernán López-Nussa (* 1958), Jazzpianist und Komponist
- Bárbaro Marín (* 1959), Schauspieler
- José Carlos Somoza (* 1959), spanischer Schriftsteller
- Zoé Valdés (* 1959), Schriftstellerin
- Waldemar Font (* 1960), Boxer
- Aleida Guevara (* 1960), Kinderärztin und Politikerin
- Lee Labrada (* 1960), US-amerikanischer professioneller Bodybuilder, Unternehmer und Fitnessautor

#### 1961–1970
- Manny Coto (1961–2023), US-amerikanischer Drehbuchautor, Filmregisseur und Fernsehproduzent
- Carlos Del Toro (* 1961), US-Navy-Offizier und ehemaliger US-Marineminister
- Marlene Forte (* 1961), kubanisch-US-amerikanische Schauspielerin
- Rogelio J. Pineiro (* 1961), Schriftsteller
- Cecilia Samartin (* 1961), Schriftstellerin
- Jon Secada (* 1961), US-amerikanischer Sänger und Liedermacher kubanischer Herkunft
- Mariela Castro (* 1962), Pädagogin
- Issac Delgado (* 1962), Salsamusiker
- Franky Gee (1962–2005), US-amerikanischer Sänger und Rapper
- Lucrecia (* 1962), Schauspielerin und Sängerin
- Lázaro Martínez (* 1962), Sprinter
- Paulito FG (1962–2025), Musiker
- Guillermo Gonzalez (* 1963), Astrophysiker
- Horacio „El Negro“ Hernández (* 1963), Schlagzeuger und Perkussionist
- Josignacio (* 1963), zeitgenössischer kubanisch-amerikanischer Künstler und Schriftsteller
- Maritza Martén (* 1963), Diskuswerferin und Olympiasiegerin 1992
- Jorge Pardo (* 1963), Künstler
- Gonzalo Rubalcaba (* 1963), Jazzpianist
- Roberto Santamaria (* 1963), Jazz-Musiker und Percussionist
- Beatriz Valdés (* 1963), Schauspielerin
- Carlos Varela (* 1963), Sänger und Songwriter
- José Canseco (* 1964), Baseballspieler
- Jorge Luis González (* 1964), Schwergewichtsboxer
- Roger Miret (* 1964), US-amerikanischer Sänger, Gitarrist und Bassist kubanischer Herkunft
- Joaquín Clerch (* 1965), Gitarrist
- Sen Dog (* 1965), Rapper
- Dave Lombardo (* 1965), Schlagzeuger der Thrash-Metal-Band Slayer
- Roberto Moya (1965–2020), Diskuswerfer
- Felipe Pérez Roque (* 1965), Politiker und von 1999 bis 2009 Außenminister der Republik Kuba
- Alexis Bosch (* 1966), Jazzmusiker und Komponist
- Daisy Fuentes (* 1966), US-amerikanische Moderatorin, Schauspielerin und Model
- François-Michel Lambert (* 1966), französischer Politiker
- Oscar García Pérez (* 1966), Florettfechter und zweifacher Weltmeister
- Ángel Santiesteban Prats (* 1966), Schriftsteller
- José Antonio Rey García (* 1966), österreichischer Schauspieler, Choreograf, Kung-Fu-Meister und Buchautor
- Orlando Valle (* 1966), Flötist, Komponist, Arrangeur und Bandleader
- Julio Barreto (* 1967), Schlagzeuger
- Edel Alvarez Galban (* 1967), kubanisch-amerikanischer Maler und Arzt
- Carlos Garaicoa (* 1967), Künstler und Fotograf
- Lilia Izquierdo (* 1967), Volleyballnationalspielerin
- José Esteban Muñoz (1967–2013), kubanoamerikanischer Theoretiker und Hochschullehrer
- Juan Miguel Rodríguez (* 1967), Sportschütze
- Voltaire (* 1967), Musiker
- Iván Abreu Camacho (* 1968), Boxer
- Gorki Águila (* 1968), Punk-Rock-Musiker und Dissident
- Tania Bruguera (* 1968), Künstlerin
- Magaly Carvajal (* 1968), kubanische und spanische Volleyballnationalspielerin
- Eduardo Martínez Díaz (* 1968), Politiker
- Niurka Montalvo (* 1968), spanische Leichtathletin kubanischer Herkunft
- Aliuska López (* 1969), spanische Hürdenläuferin kubanischer Herkunft
- José Miguel Sánchez (* 1969), Schriftsteller
- Regla Bell (* 1970), Volleyballnationalspielerin
- Manuel Bobadilla (* 1970), Fußballspieler
- Wendy Guerra (* 1970), Schriftstellerin
- Lukmil Pérez (* 1970), Jazzmusiker
- Laura de la Uz (* 1970), Theater-, Kino- und Fernsehschauspielerin

#### 1971–1980
- Ileana Beltrán (* 1971), Judoka
- Guillermo Calzadilla (* 1971), Bildender Künstler
- Elvis Gregory (* 1971), Fechter
- Suylén Milanés (1971–2022), Sängerin und Musikproduzentin
- Arturo Miranda (* 1971), kubanisch-kanadischer Wasserspringer
- Orlando Luis Pardo (* 1971), Schriftsteller, Blogger, Fotojournalist
- Carlos Pérez (* 1971), kubanischer und ungarischer Handballspieler
- Leticia Spormann (* 1971), Sängerin
- Rolando Tucker (* 1971), Fechter
- Yamilé Aldama (* 1972), britische Dreispringerin kubanischer Herkunft
- Roberto Carcassés (* 1972), Jazzmusiker und Komponist
- Rodolfo Falcón (* 1972), Schwimmer
- Iván Pedroso (* 1972), Weitspringer
- Ioamnet Quintero (* 1972), Hochspringerin
- Maikro Romero (* 1972), Boxer und Olympiasieger 1996
- Carlos Acosta (* 1973), Balletttänzer und Choreograf
- Juan Carlos Gómez (* 1973), Schwergewichtsboxer
- Tamara Larrea (* 1973), Beachvolleyballspielerin
- Pedrito Martínez (* 1973), Perkussionist und Sänger
- Vida Guerra (* 1974), Model
- Cuban Link (* 1974), US-amerikanischer Rapper kubanischer Herkunft
- Roberto Fonseca (* 1975), Pianist, Komponist und Arrangeur
- Carlitos del Puerto (* 1975), Jazzmusiker
- Yoani Sánchez (* 1975), regimekritische Bloggerin
- Regla Torres (* 1975), Volleyballnationalspielerin
- Iván Domínguez (* 1976), Radrennfahrer
- Glenda León (* 1976), bildende Künstlerin
- Yotuel Romero (* 1976), Schauspieler und Liedermacher
- Eloy Ricardo Domínguez Martínez (* 1977), katholischer Geistlicher, Weihbischof in San Cristóbal de la Habana
- Freddy Mayola (* 1977), Sprinter
- Alberto Delgado (* 1978), Fußballspieler
- Joan Lino Martínez (* 1978), spanischer Weitspringer kubanischer Herkunft
- Roberto Monzón (* 1978), Ringer
- Alexis Rodríguez Valera (* 1978), Ringer
- Zulia Calatayud (* 1979), Mittelstreckenläuferin
- Erick Fornaris (* 1979), Wasserspringer
- Rey Ángel Martínez (* 1980), Fußballspieler
- Haydée Milanés (* 1980), kubanische Sängerin
- Odlanier Solís (* 1980), Boxer
- Frank Travieso (* 1980), Radrennfahrer
- Manuel Valera (* 1980), Jazzmusiker
- Mayra Verónica (* 1980), US-amerikanisches Model und Sängerin

#### 1981–1990
- El Funky (* 1981), Rapper und Dissident
- Omar Almeida Quintana (* 1981), Schachmeister
- Jorge Pabán (* 1981), italienisch-kubanischer Handballspieler
- Lázaro Alfonso Prats (* 1981), Fußballspieler
- Rocky Romero (* 1982), Wrestler
- Claudia Cadelo (* 1983), regimekritische Bloggerin
- Niala Collazo Hidalgo-Gato (* 1983), Schachspielerin
- Leinier Domínguez (* 1983), Schachmeister
- Dayramir González (* 1983), Jazzmusiker
- Harold López-Nussa (* 1983), Jazzmusiker
- Marialy Pacheco (* 1983), Jazzmusikerin
- Anay Tejeda (* 1983), Hürdenläuferin
- Fabian Almazan (* 1984), Pianist und Komponist
- Danay García (* 1984), Schauspielerin
- Yampier Hernández (* 1984), Boxer
- Ahmed López (* 1984), Bahnradsportler
- Susana Pilar Delahante Matienzo (* 1984), bildende Künstlerin
- Yusneysi Santiusti (* 1984), italienische Leichtathletin
- Mayra Andrade (* 1985), kapverdische Sängerin
- Alfredo Rodríguez (* 1985), Jazzmusiker
- Boris Sanchez (* 1985), Journalist und Moderator
- Danay Suárez (* 1985), Rapperin und R&B-Sängerin
- Robert Alfonso (* 1986), Boxer
- Lázaro Borges (* 1986), Stabhochspringer
- Nancy Carrillo (* 1986), Volleyballspielerin
- William Collazo (* 1986), Sprinter
- Yunier Dorticos (* 1986), Boxer im Cruisergewicht
- Ariadna Sintes (* 1986), kubanisch-spanische Schauspielerin
- Rafael Capote (* 1987), katarisch-kubanischer Handballspieler
- Yasmani Copello (* 1987), türkischer Leichtathlet
- Andy González (* 1987), Mittelstreckenläufer
- Luis Manuel Otero Alcántara (* 1987), Künstler und Dissident
- Yadisleidy Pedroso (* 1987), italienische Hürdenläuferin
- Ana de Armas (* 1988), Schauspielerin
- Yordanys Durañona (* 1988), dominicanisch-kubanischer Dreispringer
- Alfredo Quintana Bravo (1988–2021), Handballtorwart
- Mariela Garriga (* 1989), Schauspielerin
- Osleni Guerrero (* 1989), Badmintonspieler
- Rosa María Payá (* 1989), Dissidentin und Menschenrechtsaktivistin
- Luna Star (* 1989), US-amerikanische Pornodarstellerin
- Glenhis Hernández (* 1990), Taekwondoin
- Victor Iturriza (* 1990), kubanisch-portugiesischer Handballspieler

#### 1991–2000
- Alexis Borges (* 1991), kubanisch-portugiesischer Handballspieler
- Chanel Terrero (* 1991), kubanisch-spanische Schauspielerin, Sängerin und Tänzerin
- Nidia Muñoz (* 1991), Taekwondoin
- Howard Sant-Roos (* 1991), Basketballspieler
- Daymé Arocena (* 1992), afrokubanische Jazz-Sängerin
- Uwel Hernandez (* 1992), deutscher Profiboxer
- Luis Orta (* 1994), Ringer
- Andy Díaz (* 1995), Dreispringer
- Ana Carla Maza (* 1995), Jazz- und Weltmusikerin
- Manny Zaldivar (* 1995), kubanisch-US-amerikanischer Schauspieler
- Reynier Mena (* 1996), Sprinter
- Camila Cabello (* 1997), US-amerikanische Popsängerin
- Alfredo Perez (* 1997), US-amerikanischer Tennisspieler
- Cristian Nápoles (* 1998), Dreispringer
- Cavafe (* 1999), Fußballspieler
- Camila Guevara (* 2000), Liedermacherin
- César Munder (* 2000), kubanisch-chilenischer Fußballspieler

### 21. Jahrhundert
- Jordan Díaz (* 2001), kubanisch-spanischer Dreispringer
- Yasiel Sotero (* 2001), spanischer Diskuswerfer
- Noslen Diaz Amaro (* 2002), Beachvolleyballspieler

## Sonstige für die Stadt Havanna bedeutende Persönlichkeiten
- Hermann Dietrich Upmann (1816–1894), Gründer der Zigarrenmarke H. Upmann und der Bank H. Upmann & Co.
- Theodore Garbade (1873–1961), Bankier, Präsident des Verbandes der Zigarrenhersteller Kubas
- Alejo Carpentier (1904–1980), kubanisch-französischer Schriftsteller
- Fidel Castro (1926/27–2016), Revolutionär und Politiker